# Huddleston cum Lumby
Huddleston cum Lumby var en civil parish från 1866 till 1937 då den blev en del av Huddleston with Newthorpe, South Milford och Monk Fryston, i grevskapet West Riding of Yorkshire (nu North Yorkshire), i England. Civil parish var belägen 15 km från Selby och hade 195 invånare år 1931.